# À cœur ouvert (film, 2007)
Cet article concerne le film de Mike Binder. Pour le film de Marion Laine, voir À cœur ouvert.
Pour les articles homonymes, voir À cœur ouvert.
Pour plus de détails, voir Fiche technique et Distribution.
À cœur ouvert (Reign Over Me) ou Règne sur moi au Québec, est un film américain de Mike Binder sorti en 2007.

## Synopsis
Un homme ayant perdu sa famille dans les attentats terroristes du 11 septembre 2001 à New York ne s'est jamais remis de ce traumatisme. Un ami, qu'il a connu étudiant et qui officie aujourd'hui comme dentiste, va tenter l'impossible pour lui faire oublier son chagrin et lui redonner goût à la vie.
Alan Johnson, marié et père de famille, travaille comme dentiste dans un cabinet. Un jour, sur le chemin du retour à son domicile, il aperçoit son ami Charlie, qu'il a perdu de vue depuis quelque temps, sortir d'une quincaillerie. Ce dernier, qu'Alan a connu étudiant et qui fut son colocataire, a subi un très grave traumatisme en perdant sa femme et ses trois filles lors des attentats du 11 septembre 2001, a totalement oublié ses proches et ne parle plus à ses beaux-parents. Quelques jours plus tard, Alan aperçoit de nouveau Charlie et l'approche pour lui proposer de boire du café, afin de rattraper le temps perdu.

## Fiche technique
- Titre original : Reign Over Me
- Autre titre : Empty City (premier titre ; USA)
- Réalisation et scénario : Mike Binder
- Musique : Rolfe Kent
- Producteurs : Jack Binder et Michael Rotenberg
- Coproducteur : Rachel Zimmerman
- Producteurs exécutifs : Jack Giarraputo et Lynwood Spinks
- Producteur associé : Jeff G. Waxman
- Directeur de la photographie : Russ T. Alsobrook
- Montage : Steve Edwards et Jeremy Roush
- Casting : Sharon Bialy
- Société de distribution : Sony Pictures Entertainment (USA); Columbia Pictures (France)
- Pays :  États-Unis
- Langue : anglais
- Durée : 124 minutes
- Genre : Drame
- Date de sortie en salles :
- États-Unis : le 23 mars 2007
- France : inédit en salles "sortie directement en DVD + BLU-RAY"
- DVD + Blu-Ray : sortie le 23 janvier 2008 chez l'éditeur "Columbia TriStar"

## Distribution

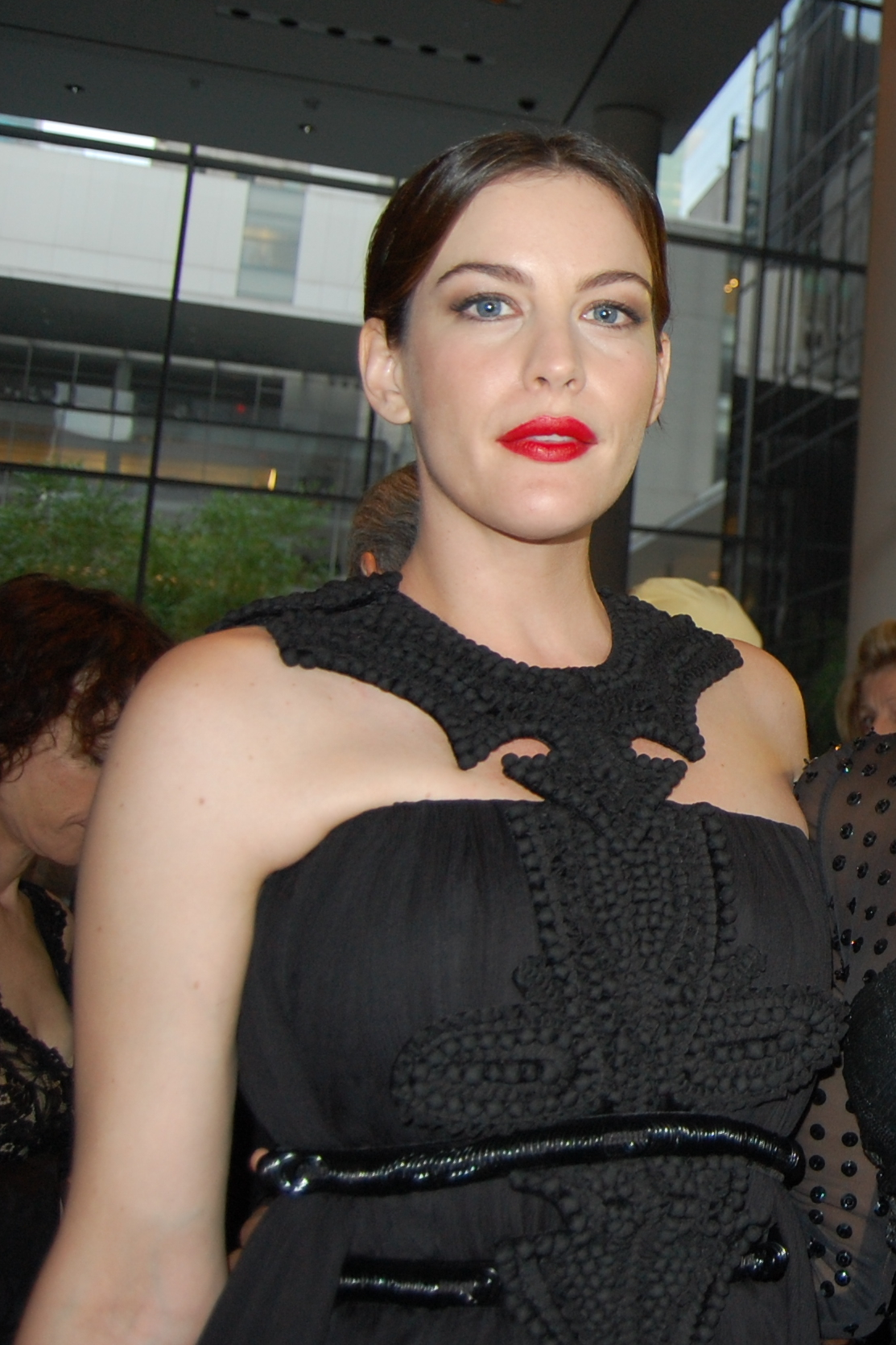
L'actrice Liv Tyler, en mars 2007.

- Adam Sandler (VF : Serge Faliu) : Charlie Fineman
- Don Cheadle (VF : Lucien Jean-Baptiste) : Alan Johnson
- Jada Pinkett Smith (VF : Annie Milon) : Janeane Johnson
- Liv Tyler (VF : Marie-Laure Dougnac) : le docteur Angela Oakurst
- Saffron Burrows (VF : Odile Cohen) : Donna Remar
- Donald Sutherland (VF : Bernard Tiphaine) : le juge Raines
- Cicely Tyson : Miriam
- Jonathan Banks : Stelter
- Mike Binder (VF : Nicolas Marié) : Bryan Sugarman
- John de Lancie (VF : Michel Voletti) : Nigel Pennington
- Ted Raimi : Peter Savarino
- Paul Butler : George Johnson
- B.J. Novak (VF : Laurent Morteau) : maître Fallon
- Camille La Che Smith : Cherie Johnson
- Imani Hakim : Jocelyn Johnson
- Tim Allen

- Version française
  - Studio de doublage : Les Studios de Saint-Ouen
  - Direction artistique : Michel Derain
  - Adaptation : Pierre Arson et Bruno Chevillard

Source et légende : Version Française (VF)  sur RS Doublage

## Autour du film
- C'est le troisième long-métrage pour lequel Adam Sandler change de registre, avec un rôle à contre-emploi - après Punch-Drunk Love et Spanglish (film) - de ce qu'il incarne dans les comédies, genre qui a fait sa renommée. Deux ans plus tard, son ami et complice Judd Apatow lui confiera le rôle d'un humoriste confronté à la maladie dans la comédie dramatique Funny People.
- Dans le film, un passe-temps de Charlie Fineman est de jouer au jeu vidéo Shadow of the Colossus. À noter que dans la VF, le nom du jeu est traduit par "l'ombre du colosse", alors que le jeu garde son nom original en français.